# Fumée de tir

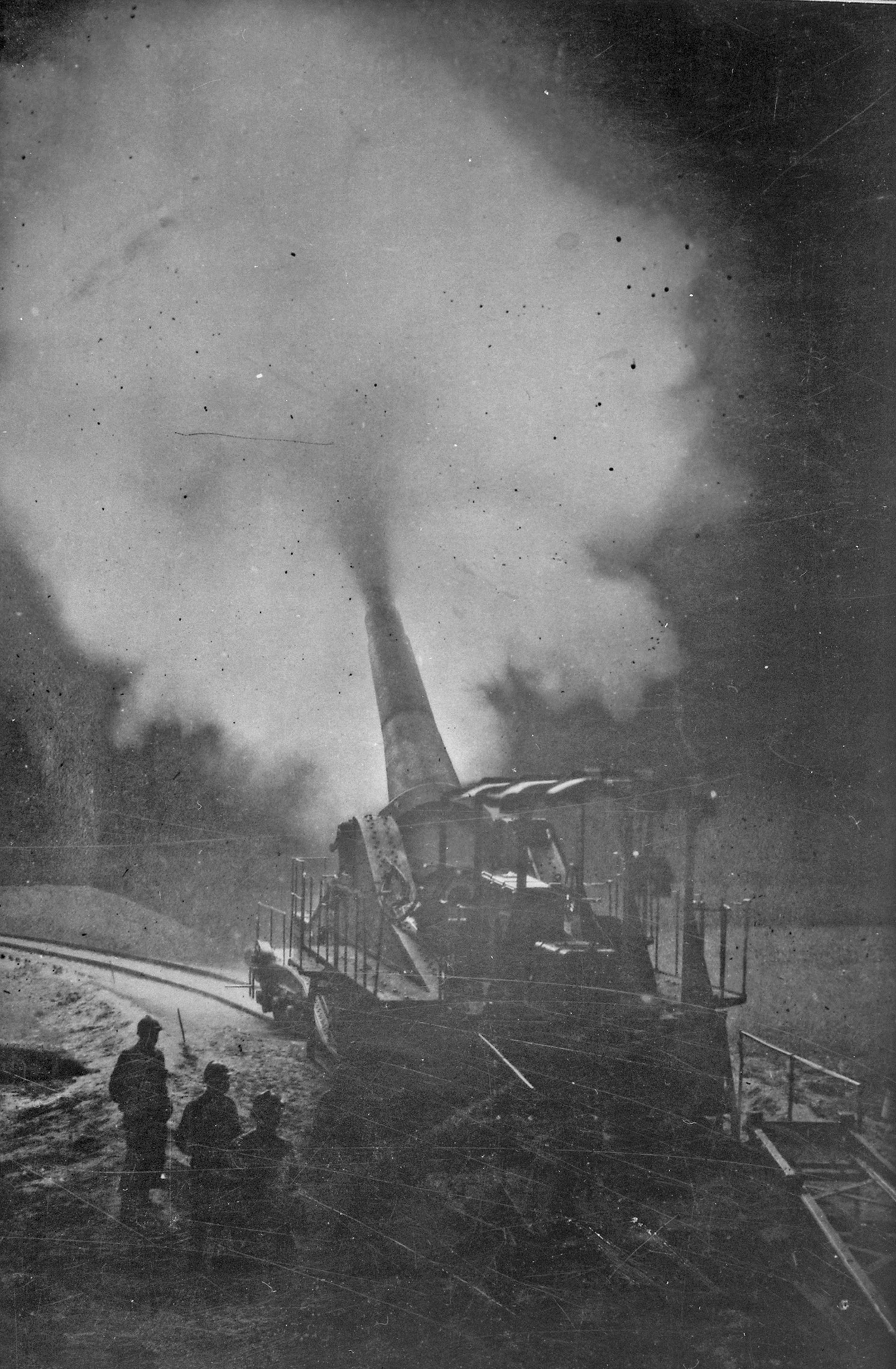
Le flash de lumière illumine la fumée de tir d'un grand canon de marine français (320 mm) monté sur rails au moment du tir lors de la Première Guerre mondiale, entre 1917 et 1919. Les artilleurs étaient exposés aux fumées de leurs tirs et des tirs voisins.

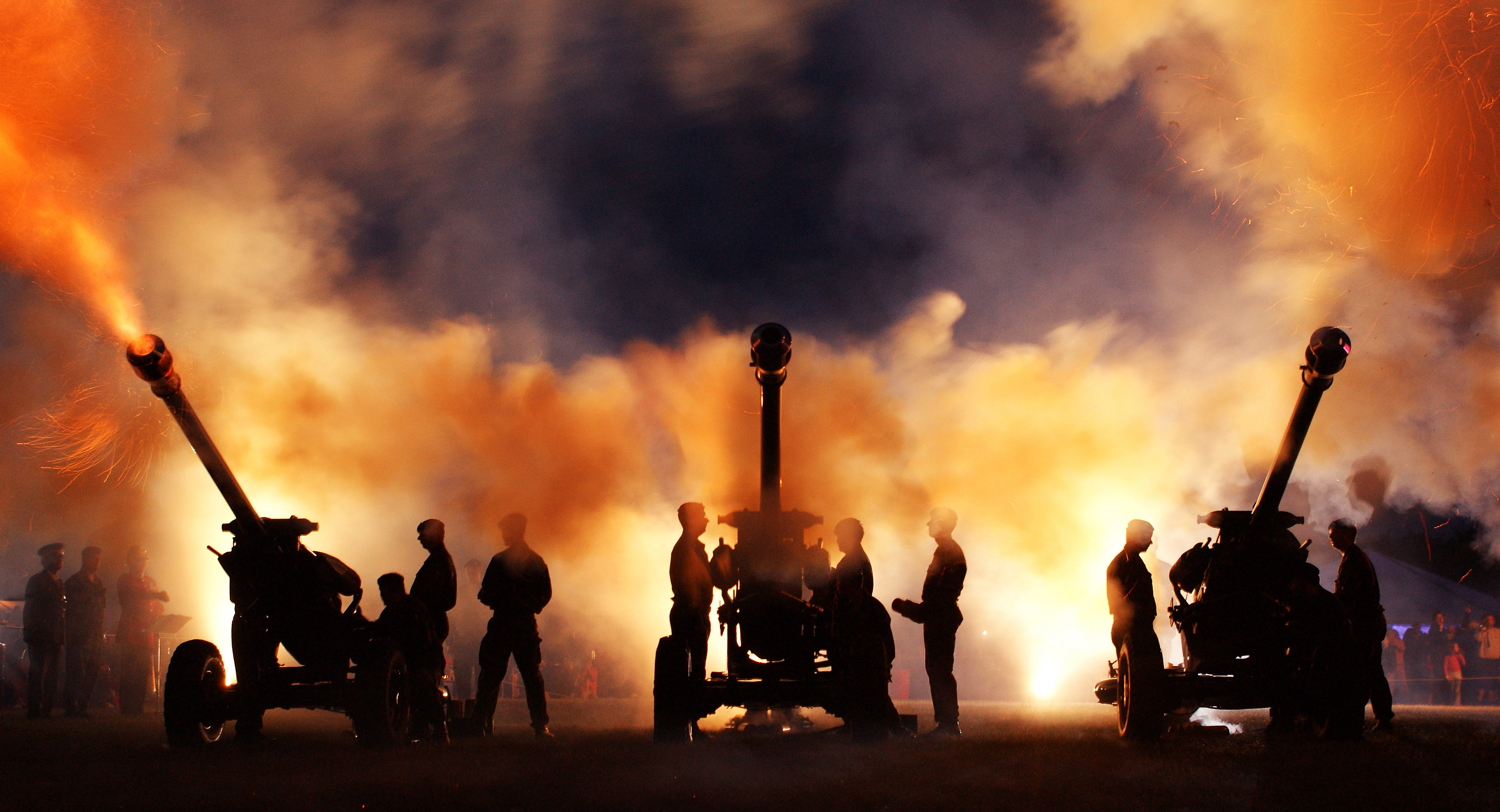
En sortie de la bouche d'un canon (ici de 105 mm) l'essentiel de la fumée de tir est constituée de vapeur et de nanoparticules.

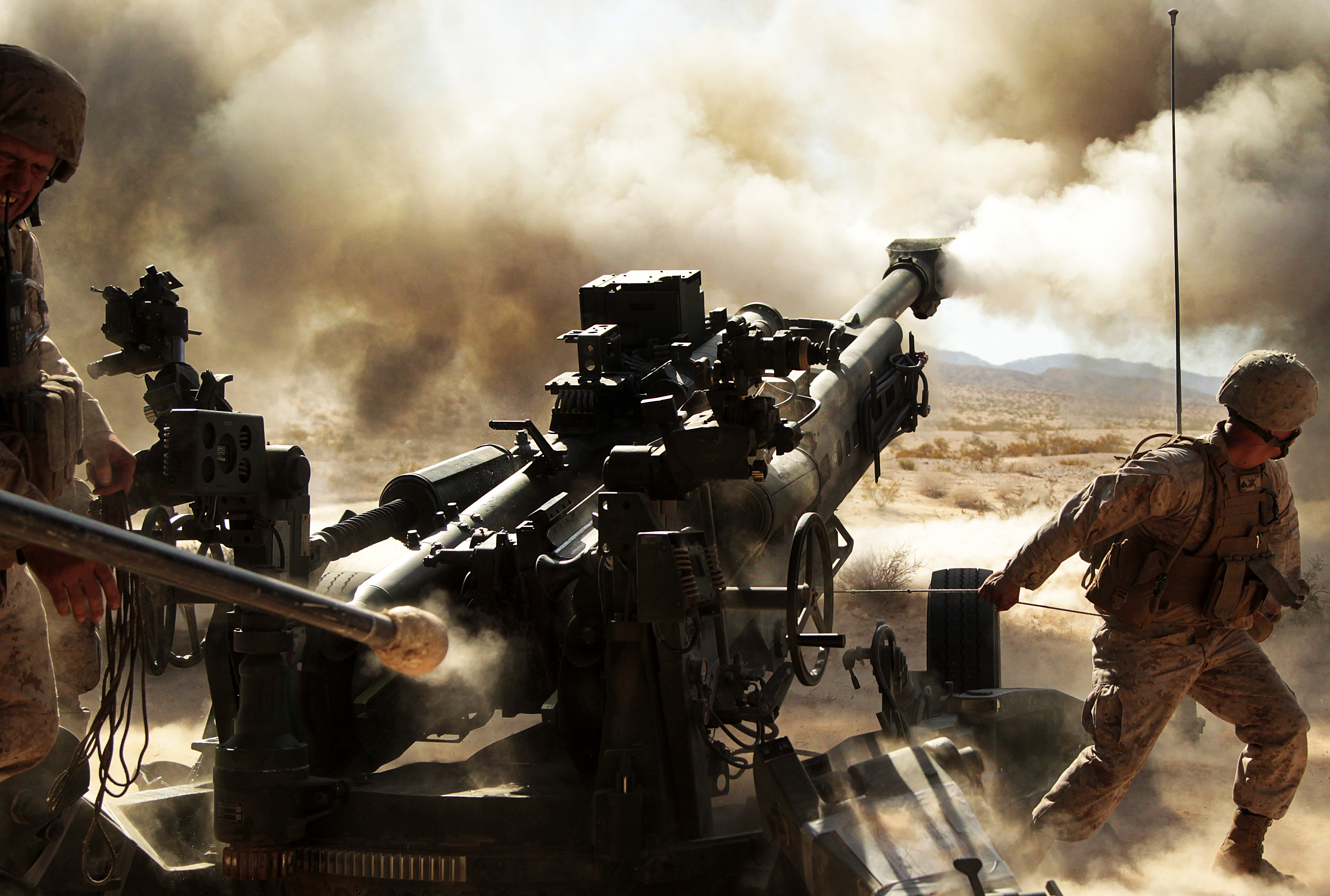
L'invention du canon s'ouvrant par l'arrière expose doublement les artilleurs (ici du 14e Régiment des Marines lors d'un exercice de maniement d'un obusier (M777 A2) dans une zone d'entraînement de Quakenbush, au Centre de combat aérien des Marines Twentynine Palms en avril 2013).

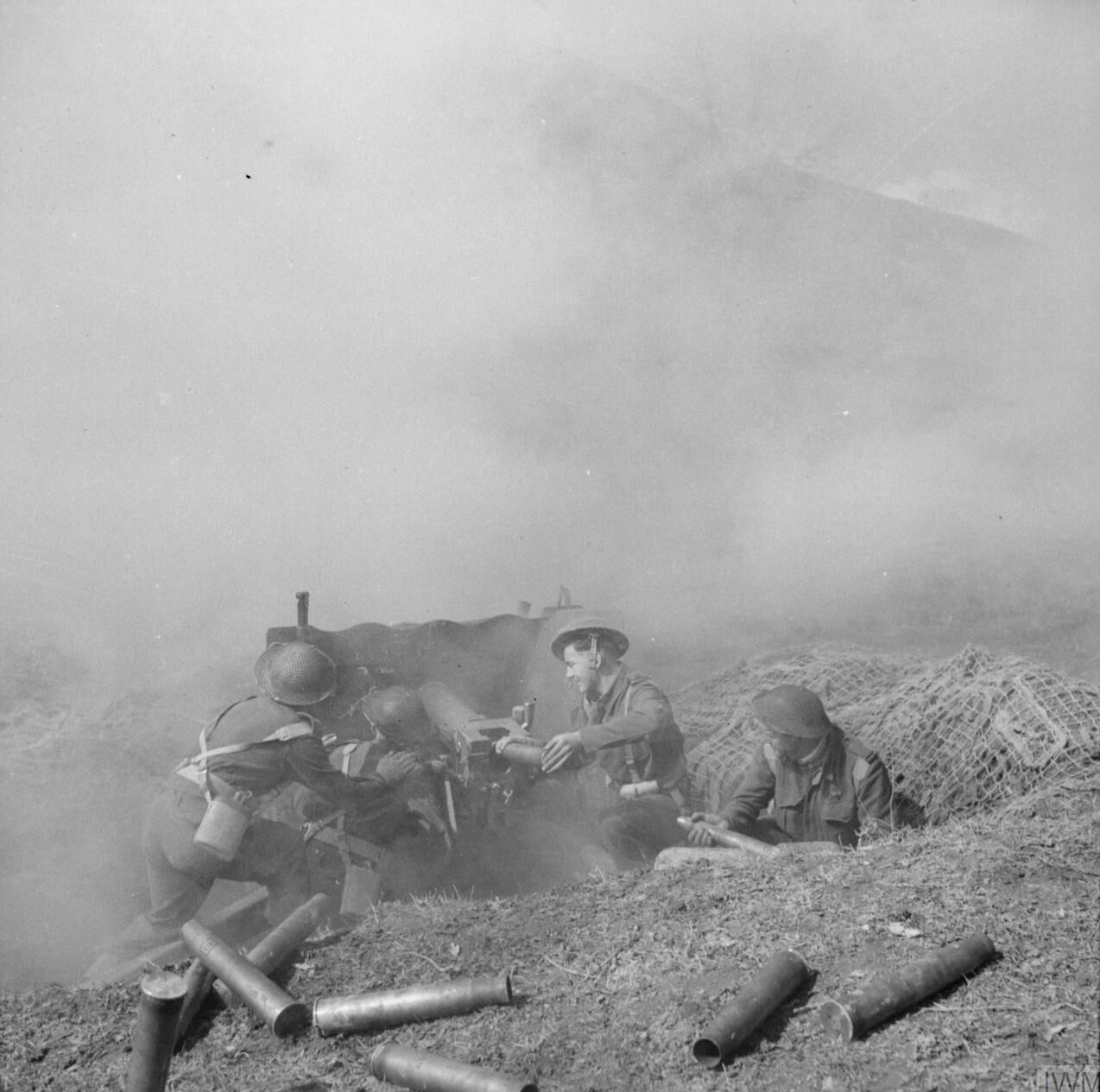
Par vent contraire, les artilleurs inhalent les nanoparticules générées par leurs tirs.

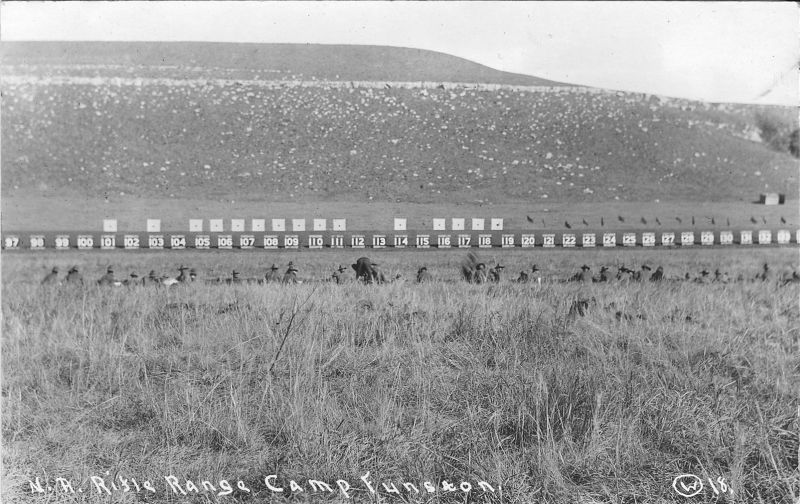
Aire de tir en plein-air (ici de l'armée américaine). Les tireurs y sont moins exposés qu'en salle, mais la pollution environnementale peut être plus importante (à cette époque toutes les amorces étaient faites de fulminate de mercure).

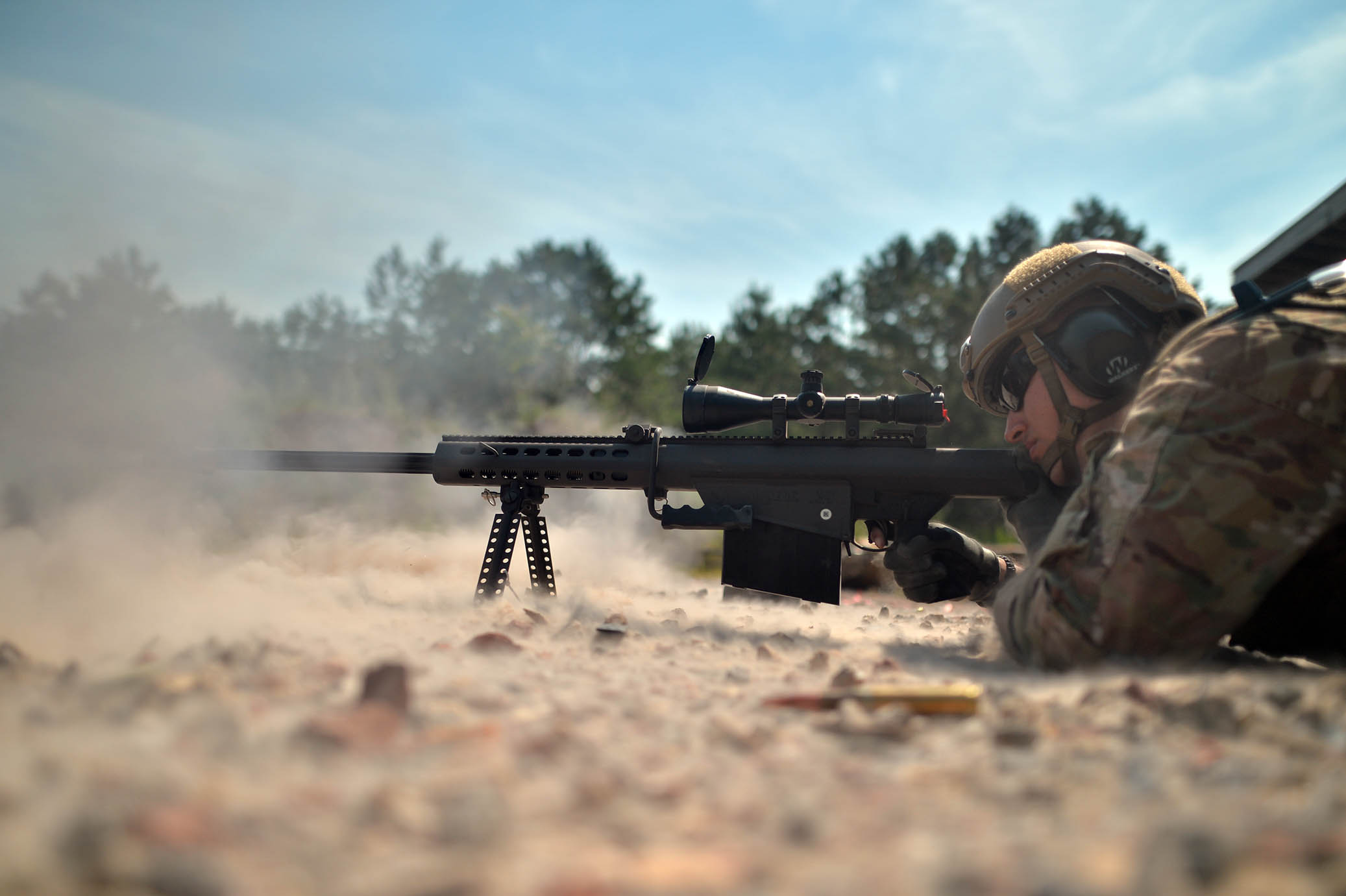
Même en plein air, la fumée de tir peut être inhalée. Les premières minutes elle est constituée de nanoparticules, qui s'agglomèrent dans les heures qui suivent pour former des particules plus lourdes et moins toxiques (car moins susceptible de passer dans le sang ou pénétrer l'épithélium pulmonaire et ses cellules). Ces particules sédimentent et tombent au sol, sans toutefois perdre toute leur toxicité.

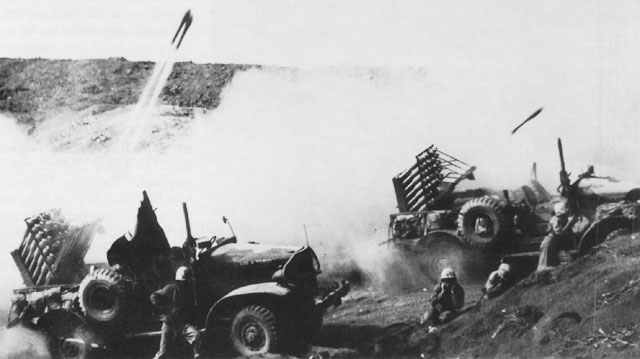
La positions à partir de laquelle ces américains lancent plusieurs salves de roquettes de 4,5 pouces deviendra rapidement dangereuse, car l'artillerie et les mortiers japonais vont alors viser les nuages de fumées de tir de roquettes.

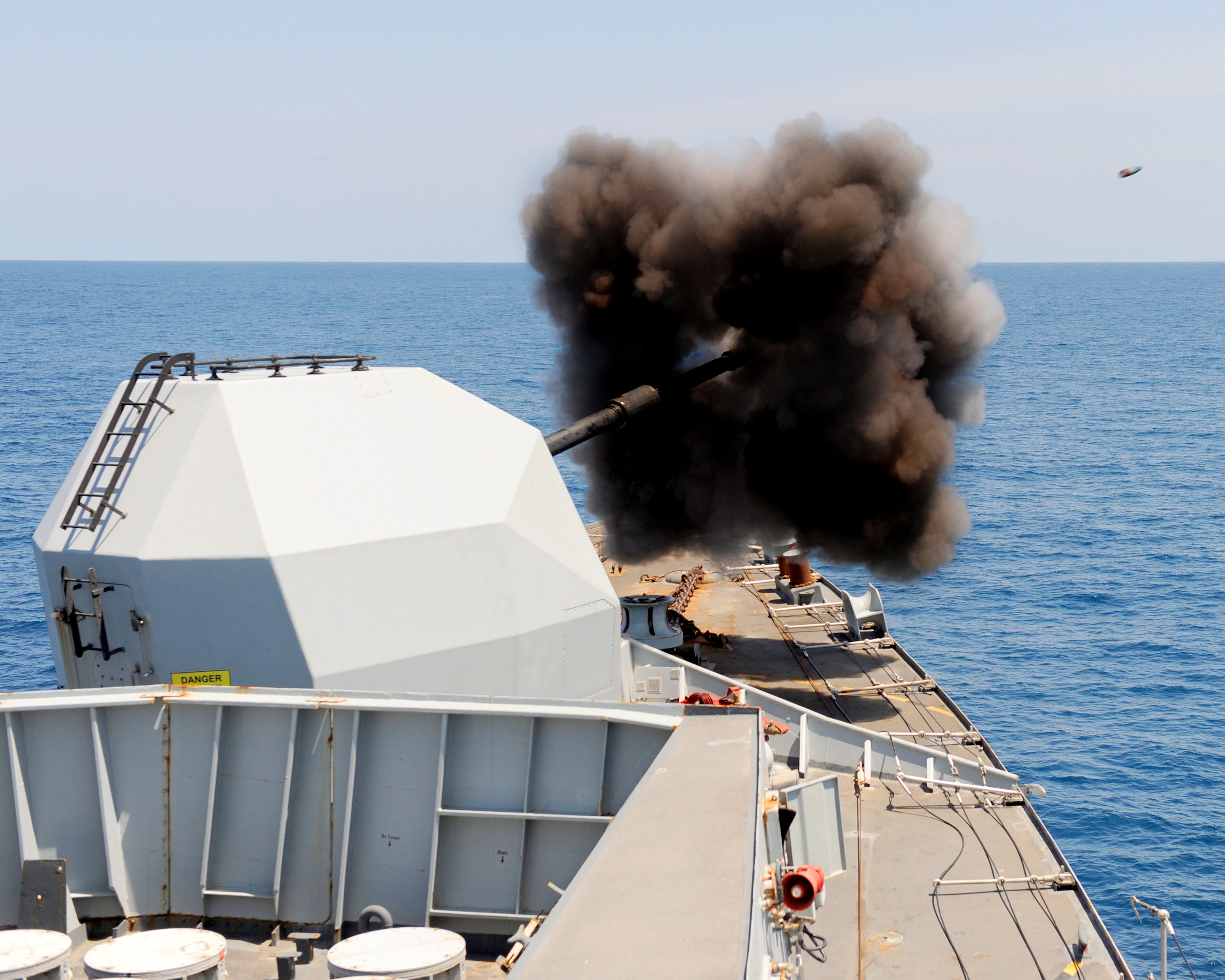
Fumée de tir d'une tourelle de marine (fumée noire).

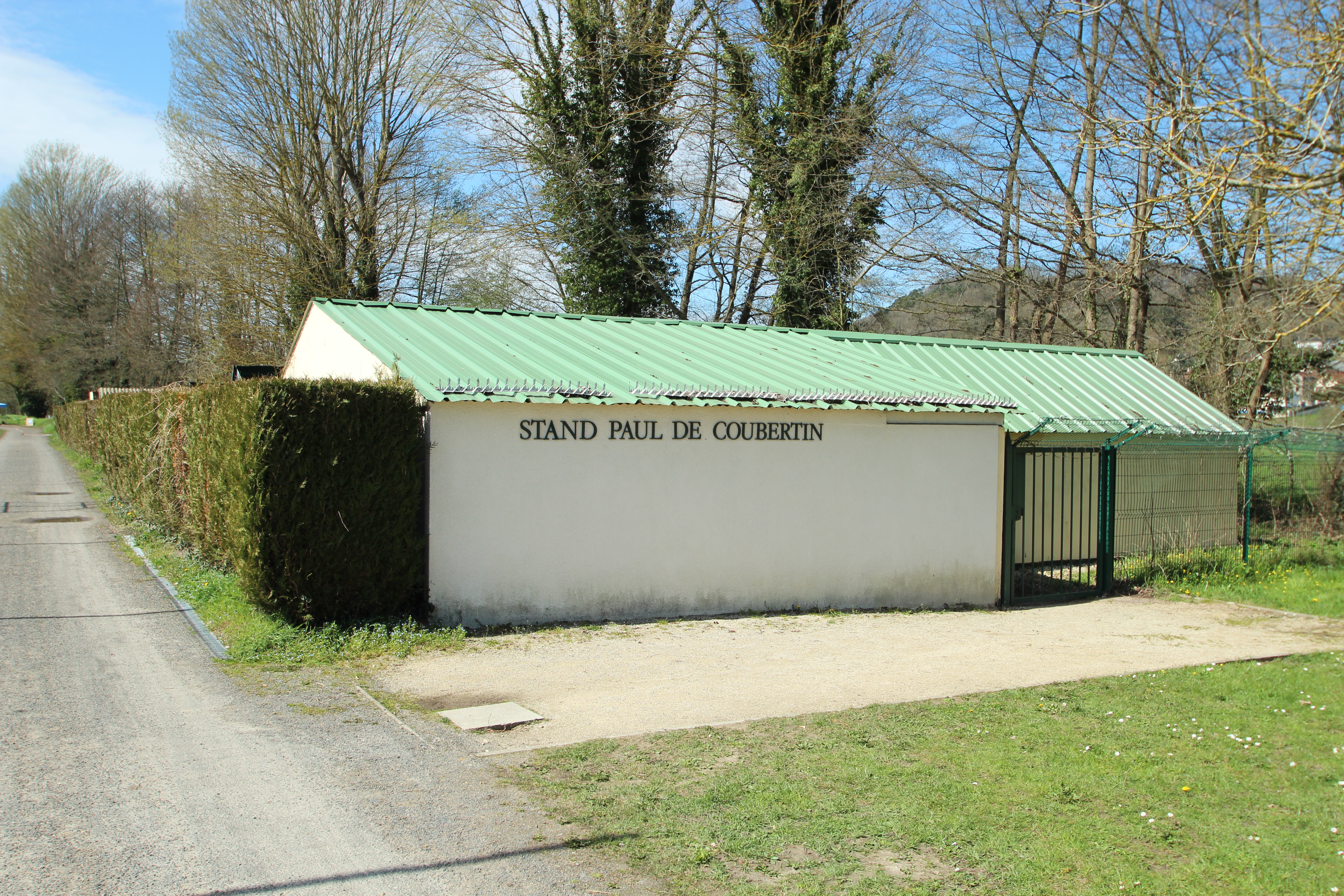
De très nombreux stands de tir ont été construits dans le monde (ici Saint-Rémy-lès-Chevreuse, France), pour le tir par armes à feu, souvent avec des précautions insuffisantes concernant la ventilation.

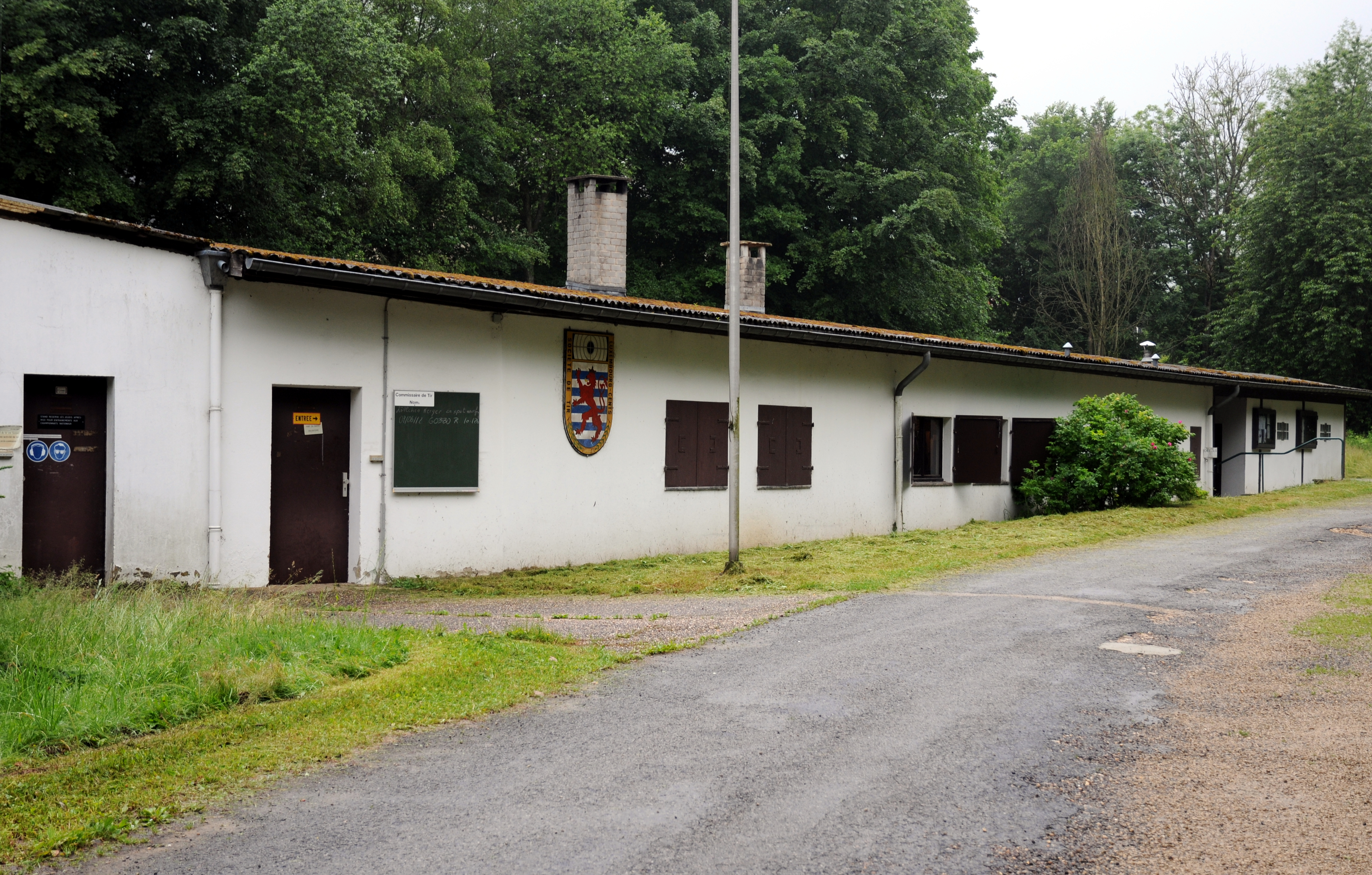
Exemple de bâtiment plus allongé (Stand de tir d'une société luxembourgeoise de tir ; Luxembourg Cents, à Senningerberg.

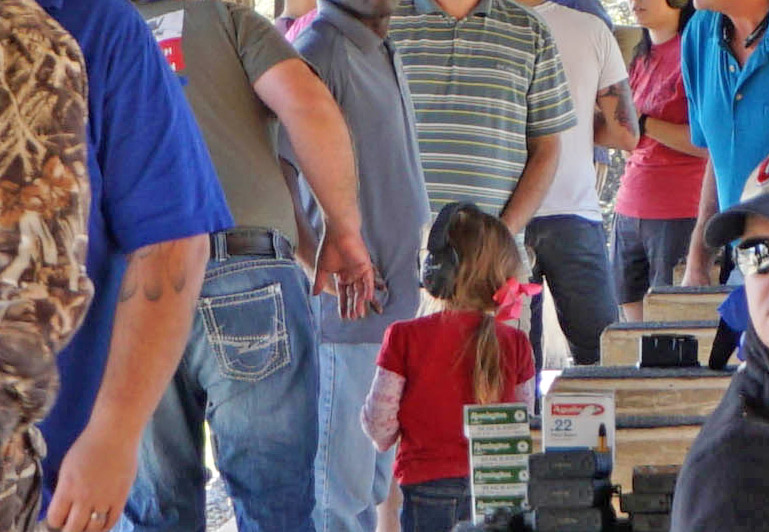
Stand de tir de Bodcau, situé près de Haughton, en Louisiane, où l'on aperçoit une fillette, exposée à l'inhalation de fumées de tir.

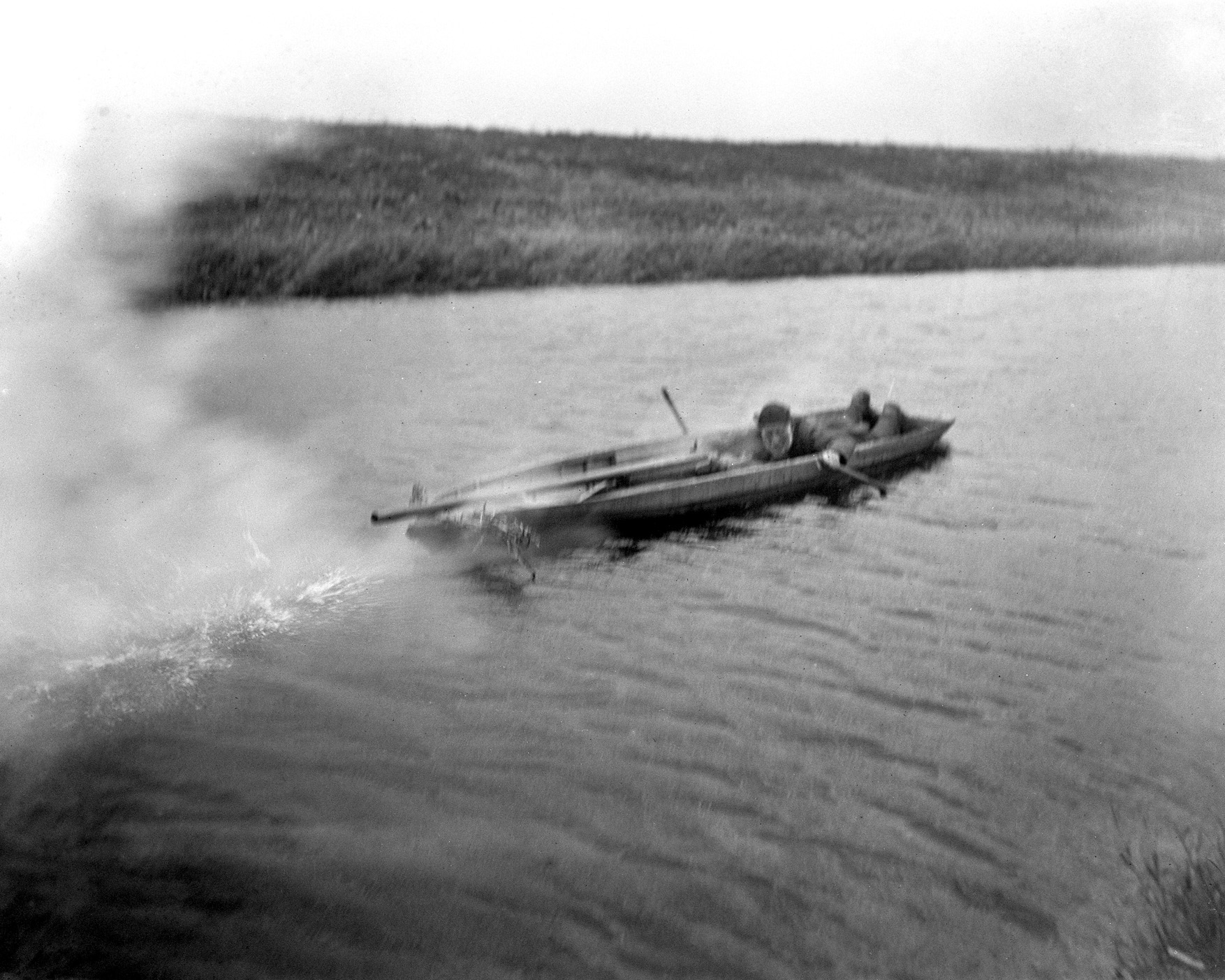
Le chasseur (qui cherche généralement à se mettre sous le vent de son gibier) s'expose aussi à inhaler des fumées de tir.

Les fumées de tir sont les fumées produites par la mise à feu de dispositifs pyrotechniques (au sens large, c'est-à-dire allant du tir d'une fusée à celui d'une munition de canon, de fusil, ou pistolet) en passant par les tirs d'explosifs. Il s'agit notamment des fumées qui se dégagent du canon d'une arme à feu, ou d'une arme de tir à air comprimé et par extension ou de certains fumigènes.
En raison de la toxicité intrinsèque des munitions, carburants de fusées et fumigènes, la plupart des fumées de tir présentent une toxicité significative, notamment en cas d'exposition chronique, et « étant donné que les émissions produites par les armes à feu sont éjectées au niveau de la zone de respiration du tireur, ces derniers peuvent être fortement exposés aux gaz et matières particulaires produites par des tirs », y compris dans certains chars d'assaut en dépit du système d'aération et refroidissement du canon. Leur dangerosité semble avoir augmenté depuis l'invention de l'amorce au mercure et depuis le début de la Première Guerre mondiale, époque où les moyens de guerre ont été industrialisés. Les données toxicologiques publiées montrent que « les effets sanitaires néfastes causés par les particules atmosphériques ainsi que celles issues du monde de la pyrotechnie sont partiellement déterminés par leur granulométrie, par leur composition chimique et organique ainsi que par leurs propriétés oxydantes et inflammatoires intrinsèques » et qu'ils ont été sous-estimés. Certains personnel (civils et militaire), chasseurs ou pratiquants de ball-trap, pratiquant de tir sportif, entraineurs de tir y sont couramment exposés dans le cadre professionnel et/ou de loisirs (club et concours de tir, même pour les petits calibres). Malik Mekki, auteur d'une thèse récente (2017) sur le sujet de la toxicité de ces fumées invite — sur la base des données scientifiques disponibles — « à l’élaboration ou à la révision de la règlementation ».

## Enjeux
On étudie depuis plus d'un siècle ces fumées pour plusieurs raisons :
- les fumées de tir, dans le canon d'une arme sont responsables d'encrassement (moindrement depuis l'abandon de la poudre noire) et de corrosion d'armes ou d'autres dispositifs de tir ;
- les fumées de tir si elles sont persistantes révèlent la position d'un tireur ou d'un canon. Depuis plus d'un siècle les fabricants d'armes et de munitions recherchent donc des composants produisant aussi peu de fumée que possible ;
- ces fumées laissent dans les blessures faites à bout portant, sur les tissus, sur le tireur, et sur l'arme elle-même des résidus pouvant intéresser la police scientifique et la médecine légale (pour préciser les circonstances d'un crime, d'une mort accidentelle ou d'un suicide par arme à feu…) ;
- ces fumées sont toujours toxiques. Or la quantité de plomb atmosphérique absorbée par le corps lors d'une exposition professionnelle dépend non seulement de la concentration de plomb dans l'air du lieu de travail, mais aussi et de manière importante de la distribution granulométrique de l'aérosol : plus les particules métalliques en suspension dans l'air sont ultrafines, plus elles sont contaminantes pour l'organisme humain, un phénomène mal pris en compte par les normes, alors que les coups de feu et d'autres dispositifs pyrotechniques produisent souvent des nanoparticules invisibles à l’œil, inhalées avec les fumées[6],[7]. 
Depuis la Première Guerre mondiale les médecins militaires et du travail ont constaté de des intoxications d'instructeurs de stands de tir[8],[9], de personnels chargés du nettoyage et/ou de la maintenance des installations de tir[8], de « servants » de chars ou de mitrailleuse lourde. Des malaises ont été notamment attribués au monoxyde de carbone (hautement toxique à faible dose) par exemple chez des artilleurs embarqués (par ailleurs exposés à des métaux toxiques et à des oxydes d'azote (NOx)[3]. Le monoxyde de carbone a aussi été cité comme problématique lors de l'utilisation de certains explosifs en milieu habité[10] et/ou confiné (milieu minier ou karstique notamment). 
Le saturnisme a été fréquemment constaté chez les instructeurs de stands de tir (militaires, policiers, gendarmes, douaniers, etc.). Les tireurs sportifs sont aussi potentiellement concernés (ex. : 223 700 licenciés mi 2018, contre 219 970 au 31 août 2017, pratiquant dans 1 500 clubs de tir en France et adhérant à la Fédération française de tir selon cette dernière[11]).

## Production
Quand les résidus gazeux de l'amorce et de la charge propulsive sont éjectés par la bouche du canon d'une arme, ils refroidissent presque instantanément (le phénomène de détente d'un gaz comprimé est réfrigérant) ; l'aérosol tend alors à se condenser. En quelques heures les nanoparticules s'agglomèrent en formant des particules caractéristiques, arrondies (plus ou moins sphériques).
Ces particules contiennent notamment des métaux lourds en proportion variables selon le type et la composition de la munition utilisée (Baryum, Antimoine, Plomb, arsenic…). Les poudres laissent, elles des résidus organiques ou organométalliques, principalement nitrés (nitrates, nitrites) et parfois du noir de carbone.

## Composition physicochimique des fumées de tir
Elle varie selon le type d'arme, de poudre ou autre explosif, d'amorce, etc. Mais, de manière générale, cette fumée contient des gaz et des métaux vaporisés venant de l’amorce, de la balle ou de la douille. Dans les fusils de chasse au petit gibier modernes, la grenaille de plomb (ou d'acier de plus en plus souvent) est protégée du contact avec le canon par une chemise de plastique qui va s'ouvrir à la sortie du canon. Les métaux inhalés (ou déposés près de la bouche du canon) proviennent donc alors plutôt de l'amorce.
Le plomb est le principal résidu de tir dans le cas des armes à feu (ou à air comprimé). Une étude récente faite avec les balles standards modernes utilisées par les gendarmes français donne des résultats intrigants concernant le plomb. Sans surprise, ce métal toxique est de loin encore le plus présent dans la fumée inhalées par les tireurs (4,64 % du poids des particules qui composent les fumées de tir de petit calibre) même quand toutes les balles utilisées sont entièrement chemisée, ce qui devrait fortement limiter la présence de plomb dans la fumée. Selon l'auteur de l'étude, « le plomb ainsi que les éléments retrouvés dans nos échantillons peuvent provenir du canon, de l’alliage de la cartouche, encore de l’amorce utilisée pour la propulsion de la balle et également du pare-balle situé à une vingtaine de mètres du tireur ». Le styphnate de plomb, le tricinate (ou tri-résorcinate de plomb) et de trinitrotoluène ou l'azoture de plomb Pb(N3)2, qui — à raison de 1 à 7 mg par amorce — ont en effet peu à peu remplacé depuis la fin du XXe siècle le fulminate de mercure (moins stable et encore plus toxique) ce qui pourrait expliquer, au moins en grande partie le plomb mesuré dans les prélèvements d'air,,, par ailleurs du plomb précédemment déposé (en nano- ou microparticules) sur les zones d'impact pourrait aussi être redispersé dans l'air en même temps que celui libéré par chaque nouvel impact, quand le chemisage de la balle éclate et libère des gerbes de fragments, microparticules et nanoparticules de plomb dans l'air ; cependant ce phénomène se produit loin du tireur, et les stands de tir sont normalement conçu pour que l'air pollué de la zone d'impact ne se déplace pas vers le tireur.
Selon l'INRS parmi les évaluations d’exposition au plomb faites pour les Caisses d’assurance retraite et de santé au travail (Carsat) (base de données COLCHIC) figurent des évaluations du taux de plomb dans l’air de certains lieux de travail. Soixante-cinq de ces études portaient sur des stands de tir, concluant à un risque significatif de surexposition au plomb (concentration médiane : 0,099 mg/m3 avec environ la moitié [49,23 %] des cas dépassant la VLEP/8 h). En outre dans les stands de tir on retrouve du plomb déposé sur diverses surfaces, et 0,49 à 1,80 mg de plomb étaient retrouvées sur les mains des tireurs.

Des prélèvements ont été effectués sur deux types de stand de tir dans le cadre d’une étude INRS, montrant que dans un stand ou une salle de tir, l'utilisation d'une arme de petit calibre suffit à exposer le tireur à une quantité significative de plomb libérés lors du tir (par son arme ou celles d'autres tireurs voisins ou de tireurs passés peu de temps avant). Les tireur seraient donc exposés en moyenne de 0,473 mg/m3 d'air (sur une durée de prélèvement de 15 à 140 minutes, d'après 50 mesures réalisées), alors que la VME (Valeur Moyenne d’Exposition) qui est la même pour le plomb que la VLEP (Valeur Limite d’Exposition Professionnel) est de 0,1 mg/m3 en moyenne sur 8 heures en France.

Le type de munition a aussi une importance, comme l'a confirmé la comparaison des fumées de tirs de munitions avec plomb, sans plomb et sans plomb modifiées.
Dans le cas des gendarmes s'entraînant à Toulon, ils respiraient en moyenne 23,4 μg de plomb par m3 d'air inhalé lors de la campagne de 2014, et 56,3 μg/m3 lors de la campagne de 2015. Ce taux reste situé sous la VLEP du plomb dans les poussières en suspension, mais l'auteur de l'étude attire l'attention sur le fait qu'à Toulon le temps de prélèvement des particules a dépassé les 13 heures alors que la VLEP se base sur un temps d’exposition de 8 heures ; de plus le prélèvement n'intégrait pas les nanoparticules de plomb (car les impacteurs utilisés pour capter et trier les particules des fumées de tir ne pouvaient retenir que les particules dont le diamètre dépasse 0,49 μm), or ce sont les particules les plus fines et notamment ultra-fines qui passent le mieux dans les poumons et le sang. Des analyses d'urines, de sang, de cheveux sont donc nécessaires pour mesurer l'exposition réelle des tireurs.
Le baryum des fumées de tir provient du nitrate de baryum (oxydant très couramment utilisé dans des munitions d'armes légères du début des années 2000, avec le chlorate de potassium et le nitrate de plomb).
L'antimoine trouvé dans l'air du stands de tir de la gendarmerie à Toulon (2 μg/m3 ; 0,8 % de la masse des particules formant la fumée de tir) provient éventuellement du plomb additivé d'antimoine ou d'arsenic pour le durcir, ou plus probablement de sels métalliques utilisés comme combustibles (sulfure d'antimoine) de même pour l'aluminium (qui peut provenir de la poudre d’aluminium). La norme à ne pas dépasser dans l'air en France pour l'antimoine est de 0,5 mg/m3 en moyenne sur 8 heures 240. À 9 mg/m3 une exposition chronique peut « exacerber l'irritation des yeux, de la peau et des poumons et entraîner une pneumoconiose, des électrocardiogrammes altérés, des douleurs à l'estomac, des diarrhées, des vomissements et des ulcères d'estomac, résultats confirmés chez l’animal en laboratoire ». L'antimoine est loin d'atteindre le seuil toxicologique critique dans ce stand de tir. À lui seul « il ne pose pas de risque sérieux pour les tireurs et le personnel de tir ». mais combiné à l'arsenic il pourrait éventuellement avoir des effets synergiques avec le plomb ou d'autres micro polluants émis par les tirs.
Le trinitrotoluène (quand il est retrouvé) est présent en faible quantité dans la fumée de tir. Il s'agit alors de résidus du sensibilisateur standard utilisé dans les amorces modernes (C'est lui qui transforme la compression mécanique exercée sur l’amorce en explosion).
Le cuivre provient de la douille ou du chemisage. À cause du cuivre qui est très toxique sous forme de nanoparticules, les munitions sans plomb ne doivent pas être considérées comme toxicologiquement anodines car elles émettent significativement plus de cuivre et de zinc que les munitions au plomb. Si le tir est pratiqué en enceinte fermée non ventilées, comme pour le plomb, le taux de cuivre dépasse rapidement et significativement dans l'air les recommandations et valeurs limites limites d'exposition professionnelle pour ces deux métaux. Le taux de plomb diminue fortement avec l'utilisation de munitions sans plomb (qui peuvent néanmoins contenir un peu de plomb dans l’amorce), mais c'est alors le cuivre et le Fer (les munitions en acier usent le tube du canon un peu plus vite, alors que les munitions au plomb l'usent tout en le lubrifiant) qui augmentent. 
Si le saturnisme engendre de manière générale chez le tireur des symptômes à long terme (à moins d'être aigu), selon M Mekki (2017), en enceinte fermée les tireurs rapportent plus de symptômes se manifestant sur le champ ou à court terme tels que des maux de tête, fièvres, frissons, toux, essoufflement inexpliqué, voire malaise quand ils ont utilisé des munitions sans plomb (par rapport aux utilisateurs de munitions avec plomb et sans plomb modifiées), ce qui laisse penser que l'inhalation de micro- et nanoparticules de cuivre pourrait être plus toxique qu'on ne le pense généralement : « Lors de l’utilisation de munition sans plomb, plus de 70 % du métal présent dans les émissions était en cuivre avec une concentration de 5,4 mg/m3, valeur bien au-dessus de la VLEP du cuivre ». Or, il est maintenant démontré que les nanoparticules de cuivre sont très cytotoxiques et génotoxiques (tant in vitro que in vivo), irritantes et pro- inflammatoires pour les cellules pulmonaires (stress oxydant). Des nanoparticules de Cuivre inhalées peuvent entrer dans le noyau et les mitochondrie (par endocytose) en y produisant des dérivé réactif de l'oxygène, sources de dégâts mitochondriaux et sur l’ADN, source d’apoptose,, induisant une inflammation pulmonaire. La cytotoxicité des particules de fumées de tir sur les cultures cellulaires A549 est probablement plutôt due aux nanoparticules de cuivre qu'au plomb (qui lui attaquera plutôt l'hème sanguine et le système nerveux).
Des traces de Fer proviennent à priori de l'usure du canon (d'acier) et parfois de la munition en acier ou fer doux. la douille et/ou cartouche de la balle et de l’alliage avec lequel le canon de l'arme a été fabriqué.
Les munitions sans plomb ne sont pas anodines non plus car elles émettent significativement plus de cuivre et de zinc que les munitions au plomb.
Le cas du monoxyde de carbone et le CO2. Lorsque certains explosifs sont utilisés en milieu mal aéré ou non aéré ils génèrent des doses toxiques de CO et CO2, gaz qui peuvent s'échapper d'une zone de tir souterraine par les fissures du roc et/ou en percolant dans un matériau de remblai ou encore via « des conduits existants, en cours de construction, abandonnés ou  endommagés par les travaux »,.

## Taille et granulométrie des particules de fumées de tir
M mekki a récemment (2017) caractérisé les particules émises par les tirs d’armes de poing de petit calibre (9 mm) tels qu'utilises en France par la gendarmerie nationale (étude faite dans l'enceinte semi-ouverte d'un stand de tir de la base navale de Toulon (où s'entraînent aussi les gendarmes et réservistes) à partir d'échantillons d'air captés (en février 2014 et mars 2015) à environ un mètre derrière les militaires tirant au calibre 9 mm dans cette enceinte (189 et 518 mg de particules ont été collectées dans l'air du stand de tir lors de ces deux campagnes par un impacteur en cascade capable de capter et trier des particules jusqu'à une taille de 0,3 μm ; sous cette taille aucune nanoparticules ni molécule libre n'était captée par le filtre). Seules quelques particules de 0,45 μm étaient retrouvées alors que l'essentiel des particules étaient d'une taille comprise entre 3 et un peu plus de 7 μm, et entre ces deux extrême la décroissance n'est pas linéaire.
Le diamètre particulaire dominant de ces fumées (7 μm) est conforme aux données de la littérature (par exemple aussi retrouvé par des chercheurs américains ayant notamment étudié la granulométrie des particules en suspension dans l'air de stands de tir, lors d’une étude de 2 ans conduite de 2005 à 2007). Pourtant d'autres analyses des fumées de tir d'armes de petit calibre, faites juste après le tir, ont montré que les particules en suspension issues du tir de munitions par de petit calibre sont majoritairement des nanoparticules (a priori donc bien plus aptes à passer des alvéoles pulmonaires au système sanguin). Une fois dans l'air, les nanoparticules tendent naturellement à s'agglomérer entre elles au moment du refroidissement des vapeurs, dans les minutes à heures qui suivent le tir.

Grâce à des analyseurs en temps réel, Wingfors (2014) a montré que le nuage particulaire émis par le tir d'une munition est d'abord pour l'essentiel nanoparticulaire (avec durant les 4 premières minutes un diamètre aérodynamique de moins de 30 nanomètres par particule ; ensuite (dans les 4 à 12 minutes après le tir les particules s'agglomèrent ce qui provoque leur sédimentation sur le sol et les surfaces du stand et diminuant en partie leur potentielle d'inhalation par des personnes ; Leur teneur en métaux toxique ne diminuera pas et en accumulant elles deviennent une source contaminante, notamment pour le personnel d'entretien, et lors des réparations ou lors de la démolition du stand de tir. Sur les sites de ball-trap, ces contaminants aéroportés ajoutent leurs effets toxiques à ceux des grenailles de plomb accumulées sur le sol, par tonnes parfois.

## Résidus
M Mekki (2017) s'est aussi intéressé au reliquat de résidus en suspension encore présent dans l'air d'un stand de tir après une série d'exercices de tir : pour 2 486,6 m3 d'air pompé dans ce stand de tir (semi-ouvert) après les exercices, les particules de plus de 3 μm étaient présentes à hauteur de 207 μg/m3 d'air ; les particules de taille inférieure à 3 μm étaient retrouvées à hauteur de 77 μg/m3, une quantité moindre, mais on sait qu'en raison de leur surface relative très élevée, ces dernières peuvent s'avérer être bien plus toxiques. 
Une analyse élémentaire des fumées de tir a été faite pour C, H, N et S sur les particules filtrées : « ces particules sont très peu carbonées car seuls environ 4 % de C ont été retrouvés. Les teneurs en hydrogène, en azote et en soufre restent également assez faibles (H = 0,6 %, N = 0,2 % et S = 0,05 %). Ces résultats montrent sans surprise qu’il y a peu de matière organique ».

Une étude (ICP-OES) des éléments-traces métalliques (ETM) a complété ce travail (en 2014) montrant que le métal dominant était — dans ce cas et lors de la première campagne — le plomb (Pb) (46 474 mg/kg, soit 4,6 % de la fumée) devant le calcium (18 000 mg/kg, soit 1,8 % de la fumée), puis le baryum (8 100 mg/kg, soit 0,8 % de la fumée), l’aluminium (6 270, soit 0,6 % de la fumée) et le fer (3 333 mg/kg, soit 0,3 % de la fumée). Des traces de potassium (K) (0,17 % de la fumée) et de cuivre (0,11 %) ont aussi été mesurée. L'arsenic et l'antimoine n'ont été recherchés que lors de la seconde compagne de cette étude. La comparaison de deux campagnes montre que les quantités d'éléments-traces métalliques retrouvées dans la fumée varient significativement selon les campagnes, mais que les métaux les plus présents restent les mêmes (avec le plomb en première position, loin devant les autres).

## Toxicologie, écotoxicologie
On distingue quelques situations spécifiques, dont :
- les situations de guerre, où les émissions de fumées de tir peuvent être momentanément et localement très intenses, exposant aussi dans les guerres urbaines contemporaines les populations civiles, enfants notamment. Même lors de combats récents, il n'est pas rare que les serveurs de certains chars aient dû quitter leur engin et l'abandonner à cause de la chaleur, du monoxyde de carbone et de fumées de tir envahissant le compartiment, en dépit du système de ventilation conçu pour évacuer les vapeurs de tir[3] ;
- les situations de tirs répétés et/ou par des tireurs groupés, comme dans certains stands de tir ou dans certaines situations de chasse (où le chasseur peut être surexposé, comme dans les affuts-tentes, les tonnes ou huttes de chasse, ou autre mode de chasses où le chasseur est camouflé dans un espace plus ou moins confiné…) ;
- le cas de l’exposition aux particules de tir sur stand de tir, notamment étudiée lors de séances d’entraînement de la gendarmerie[1] ;
- le cas des fumigènes ; utilisés en temps de guerre, lors de manifestations, ou lors de feux d'artifice (feu de Bengale) ou d'entraînement, ils sont conçus pour émettre une grande quantité de microparticules (solides ou liquides en suspension dans l'air), particules qui doivent ne pas se redéposer trop rapidement. Ils ont d'abord été massivement utilisés durant la Première Guerre mondiale pour cacher à l'ennemi la position et la progression des troupes américaines sur un terrain exposé aux tirs d’artillerie ou pour de signaler aux artilleurs ou aux avions des zones à viser ou épargner. On sait en outre que le stress et l'activité physique ou sportive augmentent le débit respiratoire et donc l'inhalation de toxique si l'air en contient. 
Les fumigènes remplissent maintenant de nombreuses fonctions dans des environnements divers, civils, professionnels ou militaires dont pour des entraînements dans les armées. Certains émettent des particules en suspension capables de bloquer ou dégrader certaines radiations du spectre électromagnétique (lumière visible, infrarouge, voire micro-ondes) grâce à des aérosols pouvant réfléchir et/ou diffracter les ondes en question[1]).

Alors que des risques sont avérés et d'autres soupçonnés depuis plus d'un siècle, peu d'études sur les fumées de tir ont été faites ou rendues publiques avant les années 1990, mais quelques études étaient déjà disponibles sur les effets de l'inhalation de vapeurs de mercure, de microparticules de plomb ou d'oxyde de cuivre (CuO) (qui étaient ou sont encore des composants des fumées de tir). À titre d'exemple les particules de CuO se montrent cytotoxiques dès 0,01 mg/mL via le test MTT228 et dès 80 μg/cm2 (0,27 mg/mL) via le test alamar blue, moins précis. Les études récentes de cytotoxicité, c'est-à-dire de toxicité pour les cellules du corps humain montrent que cette toxicité est de type dose-dépendante, mais le processus toxique et encore mal compris : on comprend encore mal les effets synergiques des cocktails de polluants et on ignore si cette mort cellulaire induite est de type nécrotique ou s'il s'agit dune apoptose, c'est-à-dire d'un suicide cellulaire. Il est démontré que les toxicités de chaque gaz ne sont généralement pas additives, mais réciproquement potentialisées.
Une thèse récente (2017) a notamment porté sur « l’impact in vitro des échantillons collectés sur une lignée cellulaire épithéliale alvéolaire humaine (A549) (...) sur la capacité des particules à modifier le déroulement du cycle cellulaire, à induire aussi bien un stress oxydant ; par la mesure de l’expression des ARNm de la catalase, la superoxyde dismutase et l’hème oxygénase-1 ; qu’une réponse inflammatoire, par l’étude de l’expression des ARNm des cytokines proinflammatoires IL-6 et IL-8. Une étude de mutagénicité a également été effectuée à partir des particules de fumigènes ». Son auteur a mis au point une méthode d’exposition de cultures cellulaires (cellules A549 dans ce cas) en interface air-liquide (ALI) où ces cellules sont mises en contact 30 min avec un aérosol atmosphérique via un nébuliseur de manière à « mimer les conditions réelles d'expositions au niveau de l’épithélium alvéolaire » (des poumons) et/ou à 24 heures post-exposition en mode immergé (aux concentrations estimées de 0,10 et 0,25 mg/mL) ; Les tests de toxicité cellulaire (cytotoxicité) ainsi faits avec la fraction « solide » des particules de tir recueillies dans l'air du champ de tir de Toulon montrent que les fumées de tir sont toxiques même à faibles doses : La moitié des cellules exposées durant 30 minutes à de faibles doses de ces particules : 50 % des cellules exposées à 0,1 mg/L de ces fumées meurent en 48 heures, et presque autant si la dose est deux fois moindre (0,05 mg/L). Après 24 heures, la viabilité cellulaire des cellules exposées aux particules de fumées de tir d'armes de poing de 9 mm chute, et ce dès la concentration de 0,10 mg/mL (64 % de viabilité cellulaire). L'auteur a pris soin d'éliminer un biais présent dans certaines études, qui est que le SVF (l'aliment donné aux cellules dans le milieu de culture) semble pouvoir dans le milieu de culture favoriser la formation d’agrégats 219 qui rendent le polluant étudié moins toxique pour les cellules qui pourraient par exemple ne pas les absorber en raison de leur taille 227. Une sonification de l'échantillon (nébulisé) et une bonne dispersion dans le milieu de culture (ne contenant que 1 % de SVF (nutriments) permettent théoriquement (d'après la littérature), de fortement limiter ces biais (quelques agrégats persistent néanmoins, malgré la sonification et les lavages successifs du tapis cellulaire après exposition. 
Ce travail a confirmé une « cytotoxicité dose-dépendante » à 24 h et 48 h augmentant la mort cellulaire (avec aussi « une diminution significative de la proportion des cellules se situant en phases G0-G1 », sans toutefois tuer toutes les cellules ni bloquer le cycle cellulaire. Cette toxicité s'exerce via au moins deux processus cellulaires, c'est ce que montrent deux tests, dont l'un porte sur l'évaluation de l'activité métabolique mitochondriale notamment relative à la prolifération cellulaire et l'autre (au Bleu Trypan) permet de mesurer le degré d'intégrité de la membrane cytoplasmique (via l’évaluation des mécanismes d’exclusion membranaire).
Les policiers et militaires (réservistes y compris) soumis à des entrainements répétés de tirs (de même que les « armuriers » militaires qui forment au tir et contrôlent les armes et munitions toute la journée) sont donc exposés aux fumées de tir émises par le canon et lors de l’éjection de la douille après chaque tir à des doses préoccupantes : Le taux moyen de particules dans l'air ambiant dans ce stand de tir (pourtant semi-ouvert) étaient de « 284 μg/m3 » (moyenne sur 15 h 30), une valeur qui dépasse de plus de dix fois les valeurs guides émises par l'OMS pour les PM10 atmosphériques  (50 μg/m3 sur 24 h), avec ici un risque aggravé en raison de la forte teneur en plomb des fumées. Les tireurs et leurs encadrants, mais aussi le personnel de nettoyage du stand de tir (sol, support, pare-balle) sont ici exposés à des doses qui s'avèrent in vitro nettement cytotoxiques et pour les personnes les plus exposées facteur de saturnisme.
Aux États-Unis le National Institute for Occupational Safety and Health (NIOSH) a publié des recommandations de bonnes pratiques afin de limiter l'exposition de ces personnes 223 qui selon le NIOSH devraient aussi être informées des risques liés à l'inhalation de particules de tir et dotées d'une formation de prévention des risques. Le NIOSH recommande aussi de fréquemment contrôler le taux de particules dans l’air du stand de tir (taux qui peut augmenter quand il y a plus de tireurs ou de tirs, mais aussi en fonction des conditions météorologiques). Enfin le NIOSH recommande de fournir aux tireurs et aux employés un équipement de protection individuelle adapté (masque, lunettes) ainsi qu'un suivi médical régulier.

## Caractéristiques physicochimiques
On distingue généralement :

### Les tirs «pyrotechniques»
Ils résultent d'une « mise à feu » par réaction d’oxydo-réduction brutale, autonome et exothermique. La mise à feu est enclenchée par un dispositif électrique ou par un explosif primaire sensible aux chocs dit amorce (il s'agissait autrefois de fulminate de mercure, puis l'azoture de plomb a été développé, et d'autres primaire).
Une réaction explosive se produit dans l'amorce, puis se propage au combustible de la munition (ou la fusée…) ; un important « volume de gaz chauds » s'en dégage alors très brutalement. Il s'agit d'un aérosol complexe composé de différentes particules qui vont plus ou moins s'agglomérer au moment du refroidissement rapide des vapeurs.
Le tireur sportif, militaire ou le servant d'une mitrailleuse ou d'un canon peuvent inhaler des fumées de tir, surtout en cas d'utilisation de gros calibre en quantité dans un bref laps de temps. Dans un stand de tir les armes de petit calibre ou à air comprimé libèrent moins de fumées, mais les séances de tir peuvent durer une journée entière (il a même existé des concours d'une durée de 24 heures) avec consommation de centaines à milliers de cartouches. L’exposition est alors chronique pour les instructeurs (sauf si la ventilation est conçue pour les protéger et correctement utilisée) et pour les tireurs, surtout si les séances d'entrainement sont répétées. Au moment de la décharge des armes à feu, des microparticules et nanoparticules résiduelles sont produites à partir de l'amorce, de la douille, des poudres, de la balle, du diabolo ou des grenailles, du canon et de la fumée de combustion ainsi que des particules de graisse, huile minérale ou autre lubrifiant ou nettoyant. Elles forment un aérosol complexe dont la composition varie selon la munition, l'arme et l'entretien qu'elle a subi.

### Les fumées de tir de fumigènes

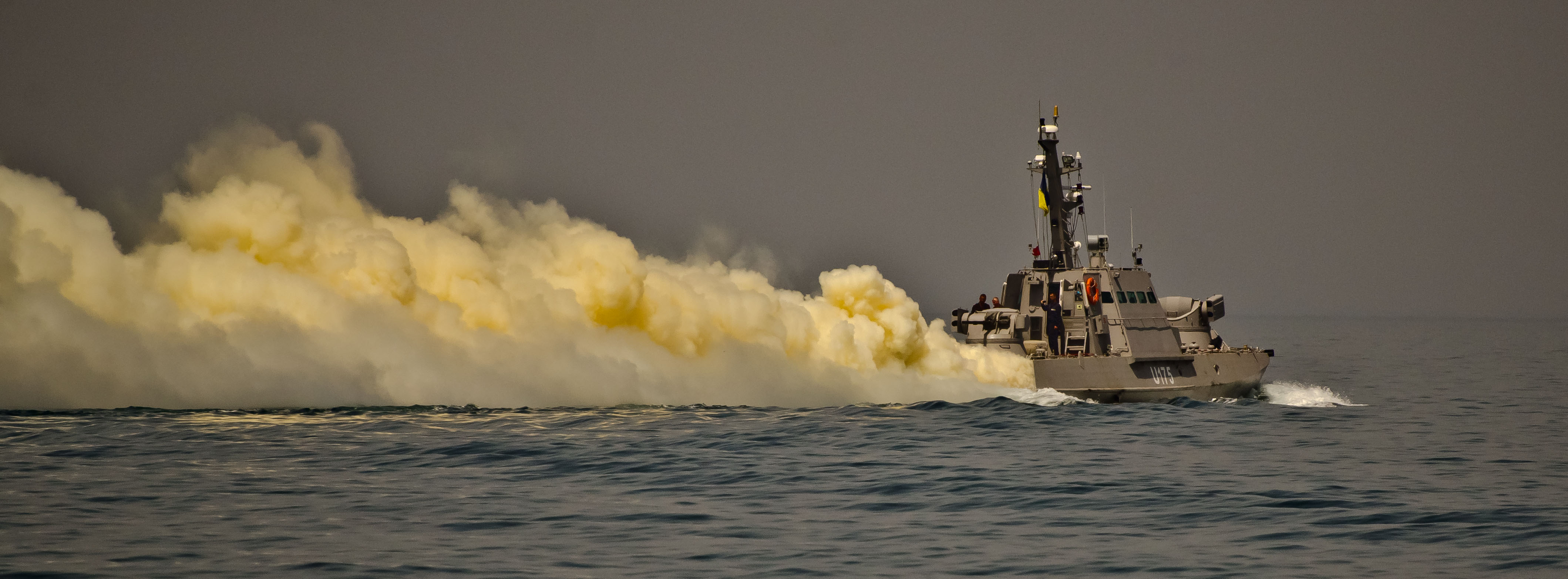
Essai de vedette rapide avec émission de fumigène jaune, au contact de l'eau, destiné à la protection de la côte de Mariupol (mer d'Azov, Ukraine, 2016).

Il peut s'agir de dispositifs militaires, de sécurité, d'exercice, de feu d'artifice, etc. ;

leur fumée est un aérosol constitué de particules solides et/ou liquides mises en suspension dans l'air, issue de l'action d'un oxydant (ex. : chlorate de potassium ou nitrate de potassium) sur un carburant (cellulose, lactose, sucre, etc.).
Peu de travaux toxicologiques publiés semblent les concerner mais le département médical de l'US Army a publié plusieurs ouvrages à ce sujet « Toxicity of military smokes and obscurants », volume 1, 2 et 3, édités respectivement en 1997, 1999 et 1999,,.

Les auteurs y distinguent six grands types de fumigènes, selon leur composition : les fumigènes à base d’hexachloroéthane (HC) ou (HCE), les fumigènes à base de phosphore rouge (RP), les fumigènes à base d’anthracène, à base de potassium et de magnésium (KM), à base de pigments, et enfin à base d'acide téréphtalique (TPA).

Une thèse effectuée récemment (2017) en France a étudié la cytotoxicité des fumées de fumigènes ; elle varie considérablement selon le type de fumigène, et parfois très élevée (notamment pour le fumigène rouge). Pour un même type de fumigène, la cytotoxicité varie en outre nettement selon les colorant utilisé, ce qui montre que le pigment est l'un des facteurs de toxicité à prendre en compte. Le fumigènes produisent plus de résidus organiques et les particules métalliques sont très différentes de celles trouvées dans les fumées de tir d'arme à feu.

### Les fumées d'armes à air comprimé (ou autre gaz comprimé)
Elles contiennent de l'air (ou un autre gaz comprimé) et des résidus de plomb, d'antimoine ou d'arsenic arrachés aux diabolos (ou autres munitions) par friction dans le canon, lors du tir, ainsi que des résidus d'huiles ou produits d'entretien de l'arme.

### Autres facteurs d'exposition
Pour une même arme et une même munition et au même poste de tir, plusieurs variables peuvent moduler l'exposition du tireur aux composés toxiques des fumées de tir :
- la manière dont le tireur respire juste après le coup de feu (ou la mise à feu) ainsi que le débit respiratoire du tireur (notamment quand le tir est pratiqué en milieu ouvert) ;
- le système d'aération du pas de tir s'il existe (une zone de tir est un milieu plus ou moins ouvert) ; des serveurs de mitrailleuses ou canon peuvent être enfermés dans une guérite, tourelle de char, ou blockhaus et alors surexposé aux fumées de tir. De même des chasseurs peuvent être enfermés dans une hutte ou un abri camouflé, ce qui les exposent à inhaler plus de gaz et nanoparticules toxiques issues de leurs tirs ;
- la variable météorologique ;
- boire ou manger dans une enceinte de tir ; de manière générale il est recommandé de ni boire ni manger dans une atmosphère polluée par des métaux ou composés organiques ou d'autres polluants, et de toujours éloigner les enfants de la zone de tir et d'impact en raison d'une vulnérabilité bien plus grande aux éléments traces métalliques et à divers autres polluants libérés par les munitions.

## Pistes de gestion des risques
Même en stand de tir situé à l'extérieur les instructeurs sont exposés à un risque de saturnisme,. Ce risque diminue très significativement si toutes les munitions utilisés sont sans plomb ou chemisées (mais c'est alors aux nanoparticules de cuivre qu'il peut être exposé). En 1991, une étude américaine a montré que les instructeurs de cadets tirant des munitions au plomb non revêtues conduisait à un dépassement de la norme de 50 microgrammes/m3 d'air pour les deux instructeurs présents lors des exercices alors que des balles totalement gainées de cuivre (chemisées) réduisaient le taux de plomb (de 92 % pour l'un des instructeur et de 96 % pour l'autre dans cette étude). La plombémie chutait alors significativement chez ces deux instructeurs.
Selon M Mekki (2017) tous les stands de tir par arme à feu « devraient être équipés d’une ventilation forcée avec une circulation de l’air dans la direction des tirs et une extraction au niveau du pare-balles ». En dépit des études et recommandations de l'INRS (2006), seuls les stands de tir les plus modernes sont équipés d'une ventilation produisant un flux continu et homogène (aussi peu turbulent que possible), avec un soufflage puissant à partir du mur situé dans le dos des tireurs et des instructeurs et une extraction équivalente vers le mur du fond, derrière les cibles et le système de récupération des balles ou diabolos.
Selon le NIOSH (qui en 2009 ré-alertait sur les risques de saturnisme dans les stands de tir) : associer une utilisation systématique de cartouches chemisées (de laiton, nylon…) à une solution optimale de ventilation forcée (plus coûteuse) permettrait de réduire de jusqu’à 80 % le taux de plomb de l'air intérieur.
L'ajout d'un système efficace de filtration et d'épuration de l'air permettrait aussi de ne plus rejeter d'air dépollué à l'extérieur, ce qui ne semble pas encore être le cas.
M Mekki ajoute qu'au vu des données disponibles, même pour les armes de petit calibre il est « important d’actualiser les différentes valeurs limites d’expositions et d’évaluer régulièrement l’air inhalé par le personnel militaire et civil en stand de tir afin d’assurer au mieux la protection de leur santé ».